# Episodi de Il commissario Lanz (quinta stagione)
La quinta stagione della serie televisiva Il commissario Lanz è stata trasmessa in prima visione in Svizzera su SRF 1 dal 5 al 26 maggio 2015  e in Germania su ZDF. 
In Italia, la serie è stata trasmessa su Rai 2 dal 24 luglio al 28 agosto 2016.
| n° | Titolo originale | Titolo italiano   | Prima TV Svizzera | Prima TV Italia |
| -- | ---------------- | ----------------- | ----------------- | --------------- |
| 1  | Treibjagd        | Battuta di caccia | 5 maggio 2015     | 24 luglio 2016  |
| 2  | Liebe            | Amore             | 12 maggio 2015    | 31 luglio 2016  |
| 3  | Todesurteil      | Condanna a morte  | 19 maggio 2015    | non trasmesso   |
| 4  | Die blonde Frau  | La donna bionda   | 26 maggio 2015    | 28 agosto 2016  |

## Battuta di caccia
- Titolo originale:
- Diretto da:
- Scritto da:

## Amore
- Titolo originale:
- Diretto da:
- Scritto da:

## Condanna a morte
- Titolo originale:
- Diretto da:
- Scritto da:

## La donna bionda
- Titolo originale:
- Diretto da:
- Scritto da: